# Mesembriomys macrurus
Mesembriomys macrurus is een knaagdier uit het geslacht Notomys dat voorkomt in Australië. Zijn verspreidingsgebied beslaat de noordelijke Kimberley in het noordoosten van West-Australië, inclusief een aantal nabijgelegen eilanden. Vroeger leefde deze soort ook in grotere delen van het noorden van West-Australië en in het Noordelijk Territorium, maar daar is M. macrurus als sinds 1969 niet meer gevonden. Mogelijk leeft hij nog wel op Wessel Island voor de kust van het Noordelijk Territorium. Zijn habitat bestaat uit regenwouden en tropische woodlands. Soms komt hij ook op stranden.
De rug is grijsachtig, met een brede goudkleurige band op de bovenkant van de rug. De buik is wit. De staart is lang en dun. Het eerste deel is grijs, de rest wit, eindigend in een pluim van lange, witte haren. De oren zijn vrij lang, maar veel korter dan die van M. gouldii, de andere soort van het geslacht. De kop-romplengte bedraagt 190 tot 270 mm, de staartlengte 290 tot 350 mm, de achtervoetlengte 48 tot 52 mm, de oorlengte 24 tot 27 mm en het gewicht 240 tot 330 gram. Vrouwtjes hebben 0+2=4 mammae.
De soort is 's nachts actief en slaapt in holle bomen of in nesten in dichte vegetatie. Hoewel hij in bomen leeft, brengt het dier veel tijd op de grond door. Hij eet bloemen, fruit, insecten, knoppen en bladeren.